# Ракхайн (хребет)
Ракха́йн, Арака́н, Аракан-Йома или Араканские горы(бирм. ရခိုင်ရိုးမ) — горный хребет в западной Мьянме, между побережьем штата Ракхайн и Центральной Мьянмой, где протекает река Иравади. Его образует серия параллельных гряд, которые проходят дугой Мьянму. Хребет Ракхайн протянулся от мыса Модин (Пагода) на юге до штата Манипур на севере. Он включает горы Нага, Чин и Пакайн (Паткай), который, в свою очередь, включает Лушаи

## Геология и строение
Хребет Ракхайн и параллельные дуги на западе и востоке были сформированы сжатием между Индостанской плитой и Евразийской плитой приблизительно на границе между Индией и Непалом.
Хребет представляет собой средневысотные складчато-глыбовые горы, образованные в альпийскую складчатость. Параллельные меридиональные хребты с острыми и крутыми склонами, разделенные эрозионно-тектоническими долинами на севере, переходят на юге в низкогорные цепи пологих возвышенностей высотой 150—200 метров. Сложен из сланцев, кварцитов, песчаника, по периферии — из осадочных пород. Полезные ископаемые: олово, вольфрам, свинец, золото, серебро, драгоценные камни.

## Высшая точка
Хребет Ракхайн протянулся примерно на 950 км в длину, из которых примерно 400 км составляют собственно горы. Высшей точкой является гора Виктория высотой 3094 метра.

## Инфраструктура
Хребет Ракхайн пересекает по маршруту Нгапе (англ. Ngape) — Минбу и по всепогодной дороге из Таунгап (англ. Taungup) в Пьяй на Ирравади.

## История
Так как хребет Ракхайн отделяет Ракхайнское побережье от остальной Мьянмы, он издавна служил барьером между жителями центральной Бирмы и теми, кто жил на Индийском субконтиненте. Это сыграло роль в отличие промышленного и культурного развития ракхайнцев от бирманцев. Хребет Ракхайн также служил барьером, затруднявшим бирманские вторжения, позволяя Аракану развиваться как отдельной политической единице. Прибрежные города, такие, как Мьяу-У и Вэйтхали, составляли ядро Араканской цивилизации.

## Экология
Хребет Ракхайн является барьером на пути юго-западных муссонных дождей от центральной Мьянмы, что делает их восточные склоны суше.
На западных наветренных склонах господствуют влажнотропические вечнозелёные леса, на восточных — листопадные тиковые леса до высоты 1000 м, выше — вечнозелёные дубовые и сосновые.
В горах расположен экорегион горные леса Чинских и Араканских гор, которые являются домом для популяции слонов, а также араканской шиповой черепахи (Heosemys depressa), которой угрожает исчезновение.